# Kościół Chrystusa Odkupiciela w Valletcie
Kościół Chrystusa Odkupiciela (malt. Knisja ta' Ġesu Redentur, ang. Church of Christ the Redeemer) – rzymskokatolicki kościół w Valletcie na Malcie. Stoi pod numerem 146 na St Christopher Street.

## Historia
Historia kościoła sięga roku 1692, kiedy br. Andrea, maltański Jezuita z Valletty otworzył w budynku schronisko dla dziewcząt. Były to sieroty, dziewczęta odrzucone przez rodziców, lub niemające możliwości "uczciwego życia z racji ubóstwa i nędzy". Br. Andrea otrzymywał pomoc od rycerzy św. Jana, jak też od bogatych Maltańczyków, którą przeznaczał na potrzeby dziewcząt oraz utrzymanie schroniska.
Niewielki kościół Chrystusa Odkupiciela (malt. Kristu Redentur), popularnie znany jako Sagramentini Church z racji Wieczystej Adoracji, jest częścią tego samego budynku. Należał on do Adoration Sisters of Mary. Kiedy w roku 1923 siostry opuściły Maltę, arcybiskup Mauro Caruana poprosił Matkę Margheritę, przełożoną Sióstr Franciszkanek od Najświętszego Serca Jezusa, o przejęcie domu i kościoła. W kościele nadal jest prowadzona całodzienna adoracja Chrystusa w Najświętszym Sakramencie.

## Budynek
Prosto zdobiona fasada tego kościoła kontrastuje z bardziej wymyślnymi fasadami innych kościołów w Valletcie.
Symetryczna elewacja jest cofnięta od ulicy, oddziela ją płotek z kutego żelaza. Fasada składa się z jednej zatoki z łukowatym wejściem. Nad nim znajduje się okrągłe okno i ciężki gzyms, oddzielający dolną część elewacji. Górna część fasady charakteryzuje się centralnym półokrągło zakończonym oknem, z frontonem ponad nim. Wnętrze kościoła jest prostym pojedynczym pomieszczeniem.
Budynek kościoła umieszczony jest na liście National Inventory of the Cultural Property of the Maltese Islands.